# Bloedsinaasappel uit Sicilië
De bloedsinaasappel uit Sicilië is een streekvariant van de bloedsinaasappel; ze bezit een beschermde geografische aanduiding van de Europese Unie en dus bescherming als naam. De bescherming Siciliaanse bloedsinaasappel als regionaal product geldt ook in de Verenigde Staten en in Singapore. 

## Beschrijving
Deze bloedsinaasappel is typisch een streekproduct uit Oost-Sicilië, meer bepaald in 32 gemeenten in de metropolitane steden Catania, Enna en Syracuse.
Ze bestaat in drie variëteiten: Tarocco, Moro en Sanguinello. 
De vulkaanondergrond die ontstaan is door uitbarstingen van de Etna, tezamen met de zeelucht van de Ionische Zee gaven aanleiding tot de productie van deze Siciliaanse bloedsinaasappel. Scheikundig kan het onderscheid gemaakt worden met sinaasappels die gekweekt worden in andere streken van Sicilië en Italië, zoals bijvoorbeeld de sinaasappelvariant in Calabrië.
De rode kleur ontstaat door de aanwezigheid van anthocyaan, met name delphinidine-3-glucoside, cyanidine-3-glucoside en cyanidine-3-(6-malonylglucoside). Ze bevat eveneens hoge concentraties van antioxidantia.
Het label wordt toegekend en verdedigd door een consortium genaamd Consorzio Arancia Rossa di Sicilia, met zetel in Catania. Dit consortium ontstond in 1974. Het omvat een 500-tal producenten, een 70-tal verpakkingsfirma’s en 50 aanleveringsbedrijven. De oppervlakte waarop de productie plaats vindt, beslaat een 45.000 ha en leverde in 2023 29.000 ton op.